# Aphanistes cuneatus
Aphanistes cuneatus är en stekelart som beskrevs av Dasch 1984. Aphanistes cuneatus ingår i släktet Aphanistes och familjen brokparasitsteklar. Inga underarter finns listade i Catalogue of Life.